# Lista de estados principescos da Índia Britânica

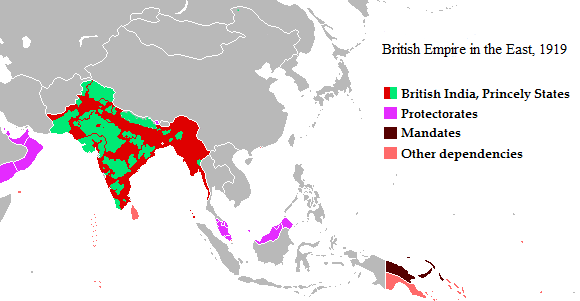
O Império Britânico no Oriente, 1919, mostrando os estados principescos coloridos de verde, a Índia Britânica colorida de vermelho

Esta é uma lista de estados principescos indianos, tal como existiam durante o Raj Britânico antes de 1947.
Antes da partição da Índia em 1947, centenas de Estados Principescos, também chamados de Estados Nativos, existiam na Índia. Estes estados não faziam parte da Índia Britânica, mas gozavam de um protetorado britânico sob uma aliança subsidiária e de algum governo indireto. Eram as partes do subcontinente indiano que não haviam sido conquistadas ou anexadas pelos britânicos, muitas vezes ex-vassalos do Imperador Mogol. 
A atribuição geográfica e administrativa é indicativa, uma vez que vários nomes e fronteiras mudaram significativamente, até mesmo entidades (províncias, principados) divididas, fundidas, renomeadas, etc.
Além disso, os critérios de condição de Estado (utilizados para inclusão) diferem entre as fontes.
Em alguns casos, são incluídas diversas variações de nomes ou nomes completamente diferentes.

## Lista
Fonte: Ramusack, Barbara (2004), The Indian Princes and their States, The New Cambridge History of India, Cambridge and London: Cambridge University Press. Pp. 324, ISBN 978-0-521-03989-5.
| Bandeira | Nome                          | Reinado               | Reinado    | Incorporado à                    |
| Bandeira | Nome                          | Início                | Fim        | Incorporado à                    |
| -------- | ----------------------------- | --------------------- | ---------- | -------------------------------- |
|          | Ajaigarh                      | 1765                  | 1949       | Índia                            |
|          | Akkalkot                      | 1708                  | 1948       | Índia                            |
|          | Aligarh                       | 1703                  | 1947       | Índia                            |
|          | Atrauli                       | 1829                  | 1947       | Índia                            |
|          | Alipura                       | 1757                  | 1950       | Índia                            |
|          | Alirajpur                     | 1437                  | 1948       | Índia                            |
|          | Alwar                         | 1296                  | 1949       | Índia                            |
|          | Amb (Tanawal)                 | 1507                  | 1969       | Paquistão                        |
|          | Ambliara                      | 1619                  | 1943       | Índia                            |
|          | Angadh                        | 1874                  | 1947       | Índia                            |
|          | Arakkal                       | 1545                  | 1819       | Índia                            |
|          | Athgarh                       | 1178                  | 1949       | Índia                            |
|          | Athamallik                    | 1874                  | 1948       | Índia                            |
|          | Aundh                         | 1699                  | 1948       | Índia                            |
|          | Babariawad                    |                       | 1947       | Índia                            |
|          | Baghal                        | 1643                  | 1948       | Índia                            |
|          | Baghat                        | 1500                  | 1948       | Índia                            |
|          | Bahawalpur                    | 1802                  | 1955       | Paquistão                        |
|          | Balasinor                     | 1758                  | 1948       | Índia                            |
|          | Ballabhgarh                   | 1710                  | 1867       | Raj Britânico, Índia             |
|          | Bamra                         | 1545                  | 1948       | Índia                            |
|          | Banganapalle                  | 1665                  | 1948       | Índia                            |
|          | Bansda                        | 1781                  | 1948       | Índia                            |
|          | Banswara                      | 1527                  | 1949       | Índia                            |
|          | Bantva Manavadar              | 1733                  | 1947       | Índia                            |
|          | Baoni                         | 1784                  | 1948       | Índia                            |
|          | Baramba                       | 1305                  | 1949       | Índia                            |
|          | Baraundha                     | 1549                  | 1950       | Índia                            |
|          | Baria                         | 1524                  | 1948       | Índia                            |
|          | Baroda                        | 1721                  | 1949       | Índia                            |
|          | Barwani                       | 836                   | 1948       | Índia                            |
|          | Bashahr                       | 1412                  | 1948       | Índia                            |
|          | Basoda                        | 1753                  | 1947       | Índia                            |
|          | Bastar                        | 1324                  | 1948       | Índia                            |
|          | Baudh                         | 1874                  | 1948       | Índia                            |
|          | Beja                          | Século XVIII          | 1948       | Índia                            |
|          | Benares                       | Século XVIII          | 1948       | Índia                            |
|          | Beri                          | c.1750                | 1950       | Índia                            |
|          | Bhaddaiyan                    |                       | 1858       | Índia                            |
|          | Bhaisunda                     | 1812                  | 1948       | Índia                            |
|          | Bhajji                        | Final do Século XVIII | 1948       | Índia                            |
|          | Bharatpur                     | Século XVII           | 1947       | Índia                            |
|          | Bhavnagar                     | 1723                  | 1948       | Índia                            |
|          | Bopal                         | 1707                  | 1949       | Índia                            |
|          | Bhor                          | 1697                  | 1948       | Índia                            |
|          | Bhith Bhagwanpur              | 1711                  | 1948       | Índia                            |
|          | Bijawar                       | 1765                  | 1950       | Índia                            |
|          | Bijairaghogarh                | 1826                  | 1858       | Raj Britânico, Índia             |
|          | Bikaner                       | 1465                  | 1947       | Raj Britânico, Índia             |
|          | Bonai                         | Século XVI            | 1948       | Raj Britânico, Índia             |
|          | Bundi                         | 1342                  | 1949       | Raj Britânico, Índia             |
|          | Cambay                        | 1730                  | 1948       | Raj Britânico, Índia             |
|          | Sultanato Carnático           | 1692                  | 1855       | Governo da Companhia             |
|          | Chamba                        | c.550                 | 1948       | Índia                            |
|          | Changbhakar                   | 1790                  | 1948       | Índia                            |
|          | Charkhari                     | 1765                  | 1950       | Índia                            |
|          | Chaube Jagirs                 | 1812                  | 1948       | Índia                            |
|          | Chhatarpur                    | 1785                  | 1950       | Índia                            |
|          | Chhota Udaipur                | 1743                  | 1948       | Índia                            |
|          | Chhuikhadan                   | 1750                  | 1948       | Índia                            |
|          | Chitral                       | 1560                  | 1969       | Paquistão                        |
|          | Chota Nagpur                  | Século XII            | 1948       | Índia                            |
|          | Chuda                         | 1707                  | 1948       | Índia                            |
|          | Cooch Behar                   | 1586                  | 1949       | Índia                            |
|          | Cutch                         | 1147                  | 1948       | Índia                            |
|          | Charkha                       |                       |            | Índia                            |
|          | Danta                         | 1061                  | 1948       | Índia                            |
|          | Darkoti                       | Século XI             | 1948       | Índia                            |
|          | Daspalla                      | 1498                  | 1948       | Índia                            |
|          | Datarpur                      | c.1550                | 1818       | Império Sique                    |
|          | Datia                         | 1626                  | 1950       | Índia                            |
|          | Dedhrota                      | Final do Século XVIII | 1948       | Índia                            |
|          | Dewas Junior                  | 1728                  | 1948       | Índia                            |
|          | Dewas Senior                  | 1728                  | 1948       | Índia                            |
|          | Dhami                         | 1815                  | 1948       | Índia                            |
|          | Dhar                          | 1730                  | 1947       | Índia                            |
|          | Dharampur                     | 1262                  | 1948       | Índia                            |
|          | Denkanal                      | 1529                  | 1948       | Índia                            |
|          | Dholpur                       | 1806                  | 1949       | Índia                            |
|          | Dhrangadhra                   | 1742                  | 1948       | Índia                            |
|          | Drol                          | 1595                  | 1948       | Índia                            |
|          | Dhurwai                       | 1690                  | 1950       | Índia                            |
|          | Dir                           | Século XIX            | 1969       | Paquistão                        |
|          | Dungarpur                     | 1197                  | 1947       | Índia                            |
|          | Faridkot                      | 1803                  | 1947       | Índia                            |
|          | Gangpur                       | 1821                  | 1948       | Índia                            |
|          | Garhwal                       | 888                   | 1949       | Índia                            |
|          | Gaurihar                      | 1807                  | 1950       | Índia                            |
|          | Gondal                        | 1634                  | 1949       | Índia                            |
|          | Guler                         | 1415                  | 1813       | Raj Britânico, Índia             |
|          | Gwalior                       | 1761                  | 1948       | Índia                            |
|          | Hasht-Bhaiya                  | 1690                  | 1948       | Índia                            |
|          | Indol                         | 1554                  | 1948       | Índia                            |
|          | Hunza                         | Século XV             | 1974       | Paquistão                        |
|          | Hiderabade                    | 1803                  | 1948       | Índia                            |
|          | Idar                          | 1257                  | 1948       | Índia                            |
|          | Indore                        | 1818                  | 1948       | Índia                            |
|          | Jafarabad                     | c.1650                | 1948       | Índia                            |
|          | Jaipur                        | 1128                  | 1949       | Índia                            |
|          | Jaisalmer                     | 1156                  | 1947       | Índia                            |
|          | Jaitpur                       | 1731                  | 1840       | Raj Britânico, Índia             |
|          | Jalaun                        | 1806                  | 1840       | Raj Britânico, Índia             |
|          | Jambughoda                    | Final do século XIV   | 1948       | Índia                            |
|          | Jamkhandi                     | 1811                  | 1948       | Índia                            |
|          | Jamu e Caxemira               | 1846                  | 1952       | Índia, Caxemira Livre, Paquistão |
|          | Jandol                        | c.1830                | 1969       | Paquistão                        |
|          | Janjira                       | 1489                  | 1948       | Índia                            |
|          | Jasdan                        | 1665                  | 1948       | Índia                            |
|          | Jaora                         | 1808                  | 1948       | Índia                            |
|          | Jashpur                       | Século XVIII          | 1948       | Índia                            |
|          | Jaso                          | 1732                  | 1948       | Índia                            |
|          | Jasrota                       |                       | 1815       | Império Sique                    |
|          | Jaswan                        | 1170                  | 1849       | Raj Britânico, Índia             |
|          | Jath                          | 1686                  | 1948       | Índia                            |
|          | Jawhar                        | 1343                  | 1947       | Índia                            |
|          | Jesar                         |                       | 1947       | Índia                            |
|          | Jhabua                        | 1584                  | 1948       | Índia                            |
|          | Jhalawar                      | 1838                  | 1949       | Índia                            |
|          | Jhansi                        | 1804                  | 1858       | Raj Britânico, Índia             |
|          | Jigni                         | 1730                  | 1950       | Índia                            |
|          | Jind                          | 1763                  | 1948       | Índia                            |
|          | Jobat                         | Século XV             | 1948       | Índia                            |
|          | Jodhpur (Marwar)              | 1250                  | 1949       | Índia                            |
|          | Junagadh                      | 1730                  | 1948       | Índia                            |
|          | Kahlur                        | 697                   | 1948       | Índia                            |
|          | Kalahandi                     | 1760                  | 1947       | Índia                            |
|          | Kalat                         | 1666                  | 1955       | Paquistão                        |
|          | Kalsia                        | 1006                  | 1949       | Índia                            |
|          | Kamta-Rajaula                 | 1812                  | 1948       | Índia                            |
|          | Kangra                        | Século XI             | 1810       | Império Sique                    |
|          | Kanker                        | Século XIV            | 1947       | Índia                            |
|          | Kapurthala                    | 1772                  | 1947       | Índia                            |
|          | Karauli                       | 1348                  | 1949       | Índia                            |
|          | Kapshi Jagir                  | Meados do século XVII | 1956       | Índia                            |
|          | Katosan                       | 1674                  | 1947       | Índia                            |
|          | Kawardha                      | 1751                  | 1948       | Índia                            |
|          | Keonjhar                      | Século XII            | 1948       | Índia                            |
|          | Keonthal                      | Final do Século XVIII | 1948       | Índia                            |
|          | Khairagarh                    | 1833                  | 1948       | Índia                            |
|          | Khandpara                     | 1599                  | 1948       | Índia                            |
|          | Khaniadhana                   | 1724                  | 1948       | Índia                            |
|          | Kharan                        | 1697                  | 1955       | Paquistão                        |
|          | Kharsawan                     | 1650                  | 1948       | Índia                            |
|          | Khairpur                      | 1775                  | 1955       | Paquistão                        |
|          | Khilchipur                    | 1544                  | 1948       | Índia                            |
|          | Kishangarh                    | 1611                  | 1948       | Índia                            |
|          | Cochim                        | Século XII            | 1949       | Índia                            |
|          | Kolhapur                      | 1707                  | 1949       | Índia                            |
|          | Korea                         | Século XVII           | 1948       | Índia                            |
|          | Kota                          | Século XVII           | 1949       | Índia                            |
|          | Kotharia, Rajasthan           | 1527                  | Século XX  | Índia                            |
|          | Kotharia, Rajkot              | 1733                  | Século XX  | Índia                            |
|          | Kothi                         | Século XVIII          | 1950       | Índia                            |
|          | Kulpahar                      | 1700                  | 1858       | Raj Britânico, Índia             |
|          | Kumharsain                    | Século XV             | 1947       | Índia                            |
|          | Kurundvad Junior              | 1854                  | 1948       | Índia                            |
|          | Kurundvad Senior              | 1733                  | 1948       | Índia                            |
|          | Kurwai                        | 1713                  | 1948       | Índia                            |
|          | Kuthar                        | Século XVII           | Século XIX | Índia                            |
|          | Kutlehar                      | 750                   | 1810       | Raj Britânico, Índia             |
|          | Lakhahi Raj                   | 1461                  | 1952       | Índia                            |
|          | Lakhtar                       | 1604                  | 1947       | Índia                            |
|          | Las Bela                      | 1742                  | 1955       | Paquistão                        |
|          | Lathi                         | 1340                  | 1948       | Índia                            |
|          | Lawa Thikana                  | 1772                  | 1947       | Índia                            |
|          | Limbda                        | 1780                  | 1948       | Índia                            |
|          | Limbdi                        | c.1500                | 1947       | Índia                            |
|          | Loharu                        | 1806                  | 1947       | Índia                            |
|          | Lunavada                      | 1434                  | 1948       | Índia                            |
|          | Vallavpur                     | 1434                  | 1949       | Índia                            |
|          | Maihar                        | 1778                  | 1948       | Índia                            |
|          | Makrai                        | 1663                  | 1948       | Índia                            |
|          | Makran                        | Século XVIII          | 1955       | Paquistão                        |
|          | Malerkotla                    | 1657                  | 1948       | Índia                            |
|          | Malpur                        | 1466                  | 1943       | Índia                            |
|          | Manda                         | 1542                  | 1947       | Índia                            |
|          | Mandi                         | 1290                  | 1948       | Índia                            |
|          | Manipur                       | 1110                  | 1949       | Índia                            |
|          | Maurha                        | 1894                  | 1949       | Índia                            |
|          | Mayurbhanj                    | Final do século XVII  | 1949       | Índia                            |
|          | Miraj Junior                  | 1820                  | 1948       | Índia                            |
|          | Miraj Senior                  | c.1750                | 1948       | Índia                            |
|          | Mohammadgarh                  | 1842                  | 1948       | Índia                            |
|          | Mohanpur                      | c.1227                | 1948       | Índia                            |
|          | Mohrampur Jagir               | c.1580                | 1948       | Índia                            |
|          | Morvi                         | 1698                  | 1948       | Índia                            |
|          | Mudhol                        | 1465                  | 1948       | Índia                            |
|          | Muli                          |                       |            | Índia                            |
|          | Mundru                        | 1621                  | 1818       | Índia                            |
|          | Maiçor (Mahisur)              | 1399                  | 1950       | Índia                            |
|          | Nabha                         | 1763                  | 1947       | Índia                            |
|          | Nagar                         | Século XIV            | 1974       | Paquistão                        |
|          | Nagpur                        | 1818                  | 1853       | Raj Britânico, Índia             |
|          | Nagode                        | 1344                  | 1950       | Índia                            |
|          | Naigaon Rebai                 | 1807                  | 1949       | Índia                            |
|          | Nandgaon                      | 1833                  | 1948       | Índia                            |
|          | Narsinghgarh                  | 1681                  | 1948       | Índia                            |
|          | Narsinghpur                   | 1292                  | 1948       | Índia                            |
|          | Nasvadi                       |                       |            | Índia                            |
|          | Nawanagar                     | 1540                  | 1948       | Índia                            |
|          | Nayagarh                      | c.1500                | 1948       | Índia                            |
|          | Nilgiri                       | 1125                  | 1949       | Índia                            |
|          | Nazargunj                     | 1899                  | Século XX  | Índia                            |
|          | Orchha                        | 1531                  | 1950       | Índia                            |
|          | Estados Tributários de Orissa | Século XII            | 1948       | Índia                            |
|          | Oudh                          | 1732                  | 1858       | Raj Britânico, Índia             |
|          | Pahra                         | 1812                  | 1948       | Índia                            |
|          | Pal Lahara                    | Século XVIII          | 1948       | Índia                            |
|          | Palanpur                      | 1370                  | 1948       | Índia                            |
|          | Paldeo                        | 1812                  | 1948       | Índia                            |
|          | Palitana                      | 1194                  | 1948       | Índia                            |
|          | Panna                         | 1731                  | 1950       | Índia                            |
|          | Patdi                         | 1741                  | 1947       | Índia                            |
|          | Patan, Rajasthan              | Século XII            | Século XX  | Índia                            |
|          | Pataudi                       | 1804                  | 1947       | Índia                            |
|          | Pathari                       | 1794                  | 1948       | Índia                            |
|          | Patiala                       | 1627                  | 1948       | Índia                            |
|          | Patna                         | 1191                  | 1948       | Índia                            |
|          | Pethapur                      | Século XIII           | 1940       | Índia                            |
|          | Faltan                        | 1284                  | 1948       | Índia                            |
|          | Phulra                        | 1860                  | 1950       | Paquistão                        |
|          | Piploda                       | 1547                  | 1948       | Índia                            |
|          | Porbandar                     | 1193                  | 1948       | Índia                            |
|          | Pratapgarh                    | 1425                  | 1949       | Índia                            |
|          | Puducotai                     | 1680                  | 1948       | Índia                            |
|          | Radhanpur                     | 1753                  | 1948       | Índia                            |
|          | Raghogarh                     | 1673                  | 1947       | Índia                            |
|          | Raigarh                       | 1625                  | 1947       | Índia                            |
|          | Rairakhol                     | Século XII            | 1948       | Índia                            |
|          | Rajgarh                       | Final do Século XV    | 1948       | Índia                            |
|          | Rajkot                        | 1620                  | 1948       | Índia                            |
|          | Rajpipla                      | 1340                  | 1948       | Índia                            |
|          | Rajpur, Baroda                |                       |            | Índia                            |
|          | Rajpara                       | 1724                  | 1948       | Índia                            |
|          | Ramdurg                       | 1742                  | 1948       | Índia                            |
|          | Ramanka                       | 1870                  |            | Índia                            |
|          | Rampur                        | 1774                  | 1949       | Índia                            |
|          | Ranasan                       | Século XVII           | 1943       | Índia                            |
|          | Ranpur                        | Século XVII           | 1948       | Índia                            |
|          | Ratlam                        | 1652                  | 1948       | Índia                            |
|          | Rewa                          | c.1790                | 1947       | Índia                            |
|          | Sachin                        | 1791                  | 1948       | Índia                            |
|          | S(h)ailana                    | 1736                  | 1948       | Índia                            |
|          | Saklana                       | 1780                  | 1947       | Índia                            |
|          | Sakti                         |                       | 1948       | Índia                            |
|          | Sambalpur                     | 1493                  | 1848       | Raj Britânico, Índia             |
|          | Samthar                       | 1760                  | 1950       | Índia                            |
|          | Sandur                        | 1713                  | 1949       | Índia                            |
|          | Sangli                        | 1782                  | 1948       | Índia                            |
|          | Sant                          | 1255                  | 1948       | Índia                            |
|          | Saraikela                     | 1620                  | 1948       | Índia                            |
|          | Sarangarh                     |                       | 1948       | Índia                            |
|          | Sardargarh Bantva             | 1733                  | 1947       | Índia                            |
|          | Savanur                       | 1672                  | 1948       | Índia                            |
|          | Satara                        | 1818                  | 1849       | Raj Britânico, Índia             |
|          | Sawantwadi                    | 1627                  | 1948       | Índia                            |
|          | Shahpura                      | 1629                  | 1949       | Índia                            |
|          | Siba                          | 1450                  | 1849       | Raj Britânico, Índia             |
|          | Sirmur                        | 1095                  | 1948       | Índia                            |
|          | Stok Jair                     | 1842                  | 1948       | Índia                            |
|          | Sirohi                        | 1405                  | 1949       | Índia                            |
|          | Sitamau                       | 1701                  | 1948       | Índia                            |
|          | Sohawal                       | 1550                  | 1950       | Índia                            |
|          | Somna                         | Século XIX            | 1949       | Índia                            |
|          | Sonepur                       | 1556                  | 1948       | Índia                            |
|          | Suket                         | 765                   | 1948       | Índia                            |
|          | Surate                        | 1733                  | 1842       | Raj Britânico, Índia             |
|          | Surgana                       | Final do Século XVIII | 1948       | Índia                            |
|          | Surguja                       | 1543                  | 1948       | Índia                            |
|          | Swat                          | 1858                  | 1969       | Paquistão                        |
|          | Talcher                       | Século XII            | 1948       | Índia                            |
|          | Taraon                        | 1812                  | 1948       | Índia                            |
|          | Tekari                        |                       | 1947       | Índia                            |
|          | Thanjavur Maratha             | 1674                  | 1855       | Raj Britânico, Índia             |
|          | Tigiria                       | Século XVI            | 1948       | Índia                            |
|          | Tonk                          | 1806                  | 1949       | Índia                            |
|          | Torawati                      | Século XII            | Século XX  | Índia                            |
|          | Tori Fatehpur                 | 1690                  | 1950       | Índia                            |
|          | Travancor                     | 1729                  | 1949       | Índia                            |
|          | Tripurá                       | 1400                  | 1949       | Índia                            |
|          | Tulsipur                      | Século XVI            | 1859       | Raj Britânico, Índia             |
|          | Udaipur (Mewar)               | 734                   | 1949       | Índia                            |
|          | Udaipur (Chhattisgarh)        | 1818                  | 1948       | Índia                            |
|          | Vala                          | 1740                  | 1948       | Índia                            |
|          | Varsoda                       |                       | 1948       | Índia                            |
|          | Vijaynagar                    | 1577                  | 1948       | Índia                            |
|          | Vijaipur                      | 1542                  | 1947       | Índia                            |
|          | Vallbhapur                    | Século XVI            | 1948       | Índia                            |
|          | Wadagam                       | Século XVIII          | 1948       | Índia                            |
|          | Wadhwan                       | 1630                  | 1948       | Índia                            |
|          | Wankaner                      | 1605                  | 1948       | Índia                            |
|          | Yasin                         | c.1640                | 1972       | Paquistão                        |